# Death
A Death egy amerikai death metal zenekar volt, melyet 1984-ben alapított Chuck Schuldiner gitáros/énekes. A zenekar a floridai death metal színtér egyik legismertebb és legsikeresebb csapata volt. 15 éves működésük alatt állandóan változó felállással hét stúdióalbumot készítettek és folyamatosan koncerteztek Észak-Amerikában valamint Európában. Néhány forrás szerint a Death volt a névadója magának a death metal stílusnak, de ez a dicsőség a Possessed zenekart és Death Metal című dalukat illeti meg. 2014-ben a MetalSucks webzine olvasói a Death-t jelölték meg a legjobb death metal zenekarnak.

## Története

### Kezdetek
A Death zenekart Chuck Schuldiner 17 évesen, 1984 nyarán a floridai Tampában alakította meg Rick Rozz gitárossal és Kam Lee dobossal. Egy évvel korábban Mantas néven már zenéltek együtt és demót is készítettek Death By Metal címmel, ami gyakorlatilag az új csapat névadója lett. Októberben egy újabb ötszámos demókazettát vettek fel, a Reign Of Terror-t, melyen Chuck és Kam mindketten kivették részüket az extrém énektémákból. A Death-re legnagyobb hatással a brit heavy metal új hullámával (NWOBHM) felbukkant brit Venom volt, akik szélsőséges hozzáállásukkal a nyolcvanas évek elején indult thrash és death metal mozgalom egyik legfőbb inspirálói voltak.
1985 márciusában rögzítették a háromszámos Infernal Death demót, majd Rick kilépett a zenekarból. Rövid ideig a michigani Genocide gitárosa és basszusgitárosa csatlakozott hozzájuk, de nem sokkal később Chuck kivételével mindenki távozott a zenekarból. Kam Lee és Rick Rozz csatlakoztak a Bill Andrews alapította Massacre zenekarhoz, Schuldiner pedig Torontóba költözött 1986 elején és rövid ideig a kanadai Slaughter thrash-death formáció tagja volt, amely nem azonos a glam metalban utazó Las Vegas-i Slaughterrel. Az Egyesült Államokba való visszatérése után Chris Reifert dobossal kezdett dolgozni új Death dalokon San Franciscóban. Kettesben vették fel a Mutilation demót, ami alapján a Combat lemezkiadó szerződést ajánlott a Death-nek. Az első album felvételei nyáron zajlottak Randy Burns irányításával a hollywoodi Music Grind stúdióban. A klasszikus death metal lemezként számon tartott Scream Bloody Gore 1987 márciusában jelent meg.

### Progresszió
A debütáló lemez kiadását követően Chuck egymaga tért vissza Floridába, ahol csatlakoztak hozzá a Massacre zenészei: Terry Buttler basszer, Bill Andrews dobos és a korábbi gitáros Rick Rozz. A Scream Bloody Gore lemezbemutató turnéján újabb dalokat is játszottak, melyek már a következő anyaghoz íródtak. A második album felvételei 1988 áprilisában a Morrisound stúdióban zajlottak, amely – a nyolcvanas évek második felében az itt készült meghatározó death metal albumok és a jellegzetes hangzás révén – az egyik legismertebb hangstúdió lett. A szintén death metal klasszikus Leprosy októberben jelent meg, majd ismét turnéra indultak.
Az első Európa-turnéra a Death történetében 1989-ben került sor és a Gang Green társaságában léptek fel. A koncertkörút végeztével nekiláttak felvenni a harmadik albumot Scott Burns irányításával. Rozz még a lemez elkészülte előtt kilépett a csapatból, az új gitáros pedig a korábban az Agent Steel és a Hallows Eve soraiban megfordult James Murphy lett. Az 1990-ben kiadott Spiritual Healing albumon vált először érezhetővé, hogy a Death megpróbál eltávolodni a death metal stílus népszerűsége nyomán pár év alatt klisévé kopott megoldásoktól.
Ezt a változást a következő évben (már a Relativity kiadásában) megjelent Human című albumuk nyomatékosította. A „véres-beles” horrorfilmbe illő dalszövegeket társadalmi kérdések és filozofikus gondolatok váltották fel, a zene pedig minden eddiginél komplexebb és technikásabb lett. A Human albumot azonban ismét egy újabb felállás készítette el. James Murphy már a Spiritual Healing turnéján sem vett részt. A koncerteken előbb Albert Gonzales helyettesítette az Evil Deadből, majd a Cynic gitárosa Paul Masvidal csatlakozott a Deathhez. Az Európa-turnén azonban valamilyen okból Chuck nem volt hajlandó részt venni, így a többiek nélküle (és Masvidal nélkül) indultak útnak. Ez a konfliktus végül odáig vezetett, hogy a „renitenseket” Schuldiner kirakta a zenekarból.
Az 1991-es Human albumon Chuck Schuldiner mellett a Cynic két oszlopos tagja Paul Masvidal gitáros és Sean Reinert dobos, valamint a Sadus basszusgitárosa Steve DiGiorgio játszott. DiGiorgio még 1986-ban San Franciscóban ismerte meg Chuckot, amikor a Death és a Sadus ugyanabban az épületben tartotta zenekari próbáit. Az album Lack of Comprehension dalára elkészült az első Death videóklip. Az egy éven át tartó észak-amerikai és európai turnékon Skott Karino helyettesítette Steve DiGiorgiót.
1992-ben a Relativity kiadott egy válogatás albumot (Fate), melyre tíz dalt gyűjtöttek össze az eddig megjelent négy Death nagylemezről. Közben Masvidal és Reinert visszatértek a Cynichez, hogy elkészítsék a csapat meghatározó debütáló nagylemezét. Az 1993-ban megjelent ötödik Death albumon, az Individual Thought Patternsen így King Diamond gitárosa, Andy LaRocque és a Dark Angel egykori dobosa, Gene Hoglan játszottak, a jellegzetes basszustémákat pedig ismét Steve DiGiorgio szállította. Az ötödik albumon még bátrabban folytatták az előző lemezen megkezdett progresszív útkeresést. A Death (pontosabban Chuck Schuldiner) dalai egyre komplexebbek és változatosabbak lettek, és egyre távolabb kerültek a death metal hagyományos, direkt zenei megoldásaitól.

### Végjáték
Az újabb amerikai és európai turnék után egy évig csend volt a Death háza táján. Az események 1995-ben pörögtek fel újból. A zenekar a Roadrunner kiadóhoz szerződött és megjelent a Symbolic című albumuk. A lemezen Gene Hoglan dobost leszámítva ismét új arcok játszottak Chuck mellett: Bobby Koelble gitáros és Kelly Conlon basszusgitáros. A rajongók és a szakma által is nagyra értékelt Symbolic album után Chuck Schuldiner új projektbe kezdett, mely később Control Denied néven vált ismertté. A Nuclear Blast kiadóval kötött szerződés szerint azonban előbb egy újabb Death albumot kellett elkészíteniük.
Az utolsó Death album az 1998-ban megjelent, filozofikus The Sound of Perseverance lett. A Jim Morris irányításával rögzített lemezen Chuck mellett teljesen új tagság játszott az albumon: Scott Clendenin basszusgitáros, Shannon Hamm gitáros és Richard Christy dobos (akik később Clendenin kivételével a Control Denied tagságát is alkották Steve DiGiorgioval és Tim Aymar énekessel közösen). A The Sound of Perseverance szeptemberi megjelenést követően a Death Európában a Benediction, Amerikában pedig a Hammerfall társaságában turnézott. A hollandiai Dynamo fesztiválos fellépésük 2001-ben koncertalbum és koncertvideó formájában is megjelent Live in Eindhoven címmel. Ugyanabban az évben egy másik "élő" anyag, a Live in L.A. (Death & Raw) is napvilágot látott.
Chuck Schuldiner ekkor már két éve küzdött az agytumorral és egyre kevesebb esély mutatkozott, hogy akár a Death, akár a Control Denied újra színpadra tud állni. Fél évvel később 2001. december 13-án Chuck szervezete végül megadta magát a ráknak és a metal műfaj egyik kiemelkedő alakja távozott el. Életműve befejezetlen maradt, a Control Denied második albuma már nem készülhetett el.

## Tagok

### Ének
- Chuck Schuldiner (1984-1998) (lásd még: Control Denied)
- Kam Lee (1984-1985) (lásd még: Massacre)

### Gitár
- Chuck Schuldiner (1984-1998)
- Shannon Hamm (1996-1998) (lásd még: Control Denied)
- Bobby Koelble (1995)
- Ralph Santolla (1993) (lásd még: Millenium, Iced Earth, Deicide, Obituary, Ralph Santolla szólóban)
- Craig Locicero (1993)
- Andy LaRocque (1993) (lásd még: King Diamond, IllWill)
- Paul Masvidal (1990-1992) (lásd még: Cynic, Aeon Spoke)
- Albert Gonzales (1990)
- James Murphy (1990) (lásd még: Testament, Konkhra, Obituary, Cancer, Disincarnate, Agent Steel, Hallows Eve, James Murphy szólóban)
- Matt Olivio (1985)
- Rick Rozz (1984-1985, 1987-1989) (lásd még: Massacre)

### Basszusgitár
- Scott Clendenin (1996-1998)
- Kelly Conlon (1995) (lásd még: Monstrosity, Vital Remains)
- Steve DiGiorgio (1991, 1993-1994) (lásd még: Sadus, Autopsy, Testament, Control Denied, Iced Earth, Dragonlord, Painmuseum, Lunaris, Quo Vadis, Vintersorg, Scariot)
- Skott Carino (1991-1992)
- Terry Butler (1987-1990) (lásd még: Massacre, Six Feet Under)
- Chuck Schuldiner (1986-1987)
- Scott Carlson (1985)

### Dobok
- Richard Christy (1996-1998) (lásd még: Acheron, Control Denied, Burning Inside, Iced Earth, Leash Law)
- Chris Williams (1996)
- Gene Hoglan (1993-1995) (lásd még: Dark Angel, Testament, Old Man's Child, Strapping Young Lad, Devin Townsend, Daemon)
- Sean Reinert (1991-1992) (lásd még: Cynic, Gordian Knot, Aghora, Aeon Spoke)
- Bill Andrews (1987-1990) (lásd még: Massacre)
- Chris Reifert (1986) (lásd még: Autopsy, Doomed, Abscess, The Ravenous, Eat My Fuk)
- Eric Brecht (1985)
- Kam Lee (1984-1985)

## Diszkográfia

### Demók
- 1983 – Death by Metal (még Mantas néven)
- 1984 – Reign of Terror
- 1985 – Live at Ruby's Pub – koncertfelvétel, 1984. december 30.
- 1985 – Infernal Death
- 1986 – Mutilation

### Albumok
- 1987 – Scream Bloody Gore
- 1988 – Leprosy
- 1990 – Spiritual Healing
- 1991 – Human
- 1992 – Fate – válogatás
- 1993 – Individual Thought Patterns
- 1995 – Symbolic
- 1998 – The Sound of Perseverance
- 2001 – Live in L.A. (Death & Raw) – koncert 1998
- 2001 – Live in Eindhoven – koncert 1998
- 2012 – Vivus! – a 2001-ben megjelent két koncertalbum egyben

### Videók
- 2001 – Live in L.A. (Death & Raw) – koncert 1998
- 2001 – Live in Eindhoven – koncert 1998